# Mochila austriaca
El economía y política laboral, el término mochila austriaca hace referencia al mecanismo instaurado en 2003 en la legislación laboral de Austria relativo a la indemnización por despido, según el cual las empresas están obligadas a imponer periódicamente una parte del salario bruto en un fondo individual a cada trabajador. Ese fondo se va acumulando individualmente a lo largo de la vida laboral. Si el empleado es despedido, la empresa no tiene que pagar ninguna indemnización y el trabajador puede retirar el fondo acumulado. Este mecanismo, con diversas variantes, ha sido propuesto por diversos economistas y partidos políticos para reformar el mercado de trabajo.

## Reforma laboral de Austria
En Austria, hasta 2003, la indemnización por despido se fijaba como en otros varios países, en función creciente del número de años trabajado en una empresa. En ese año se aprobó una reforma que cambio drásticamente el sistema al eliminar las indemnizaciones por despido pagadas por la empresa y a cambio se fijó la obligación de las mismas de dotar anualmente un fondo individual de ahorro en la que las empresas deben ingresar un porcentaje del salario. los trabajadores pueden acceder al fondo en caso de desempleo por despido y si este no se produce a lo largo de vida laboral se puede retirar en el momento de la jubilación como complemento de la pensión. 
Otros elementos del fondo establecido en Austria fueron: 
- Se fijó una cotización al fondo fija del 1,53% de los salarios, que representaría en torno a 5‐6 días de salario por año de trabajo en la empresa.[1] Estas cotizaciones se pagan a una Caja de Prevención Laboral o Fondo de Previsión de los trabajadores (Mitarbeitervorsorgekassen), que son entidades de carácter privado y sin vínculo con el empresario aportante que debe invertir dichas cantidades en el mercado de capitales.[2]
- El sistema se aplicó para las nuevas contrataciones.[1]
- Para poder acceder al uso del fondo es necesario llevar un tiempo mínimo de 3 años en la empresa o que hayan transcurrido tres años  desde la última disposición.[1]
- En el caso de cambio de empresa, el empleado puede elegir entre mantener la inversión en el mismo fondo o traspasarlo al de su nueva empresa. En caso despido, el empleado tiene tres opciones: La primera, exigir el pago del dinero; segundo mantener la inversión en el mismo Fondo; tercero, transferir el importe acumulado a otro fondo. En estas dos últimas opciones las aportaciones permanecen en la cuenta del empleado, en su “mochila”, hasta su jubilación, como complemento al sistema público de pensiones.[2]

El objetivo de la reforma era fomentar la movilidad laboral al desligar una parte de la indemnización de la antigüedad en la misma empresa y permitía suavizar las aportaciones al fondo de indemnizaciones, en vez de concentrarlas en las fases recesivas del ciclo económico cuando las empresas tienen más dificultades para acometer estas obligaciones.

## Ventajas e inconvenientes del sistema de mochila austriaca

### Ventajas
- Facilita el cambio de empresa de forma voluntaria. Los empleados pueden cambiar de empresa sin miedo a la reducción de su indemnización por despido ya que se pueden llevar su “mochila” a la nueva empresa.[2]
- La cantidad acumulada por el empleado en su ‘mochila’ a lo largo de los años, le puede servir como complemento a la pensión de jubilación del sistema público. Igualmente se percibe en caso de fallecimiento.[2]
- La empresa debe cuidar más la motivación de los empleados para retenerlos.[2]
- Puede tener un efecto positivo sobre la productividad, en tanto que los despidos, al tener un coste cero no se realizan dependiendo de la antigüedad del trabajador sino de la competencia del mismo.[2]
- Este sistema no incentiva ni penaliza el despido de los trabajadores más antiguos ni de los más modernos a diferencia del sistema tradicional que penaliza a los que tengan entrada más reciente.[1]
- Puede ayudar financieramente a las empresas. Al eliminarse el desembolso por indemnización, se mejora la situación financiera de las empresas en momentos probablemente difíciles para las mismas.[1]

### Desventajas
- Este sistema facilita el despido al empresario, lo que genera mayor inseguridad al empleado. Se verá obligado a ser lo más productivo posible para conseguir mayor seguridad en su puesto de trabajo. Se realizan más despidos de los eficientes desde el punto de vista económico.[2]
- Se incrementa el coste salarial de la empresa. En caso de que no se produzca ningún despido, sería una inversión improductiva.[2]
- En tanto facilita el cambio de empresa por parte del trabajador puede suponer el riesgo de perder el capital humano más valioso.[2]
- Al ser el coste marginal del despido cero, se van a producir despidos ineficientes. Así lo han recalcado Blanchard y Tirole y el premio nobel Christóforos Pissarídis, cuando existen prestaciones por desempleo y el coste de despido es cero, las empresas despiden más de lo que sería óptimo.[1]
- Desde el punto de vista redistributivo el modelo austriaco supone una rebaja de la compensación por despido para los que pierden su empleo y un beneficio  adicional para los que no son nunca despedidos. Así, este modelo puede perjudicar a los colectivos más expuestos al despido y a aquellas empresas que mayor uso hagan de la flexibilidad interna.[1]